# Fraccionamiento Totonacapan del Sur
Fraccionamiento Totonacapan del Sur är en ort i Mexiko.   Den ligger i kommunen Puente Nacional och delstaten Veracruz, i den sydöstra delen av landet, 290 km öster om huvudstaden Mexico City. Fraccionamiento Totonacapan del Sur ligger 22 meter över havet och antalet invånare är 143.
Terrängen runt Fraccionamiento Totonacapan del Sur är platt, och sluttar österut. Runt Fraccionamiento Totonacapan del Sur är det ganska tätbefolkat, med 172 invånare per kvadratkilometer. Närmaste större samhälle är Zempoala, 5,8 km nordväst om Fraccionamiento Totonacapan del Sur. Trakten runt Fraccionamiento Totonacapan del Sur består till största delen av jordbruksmark.